# Elmar Oberegger

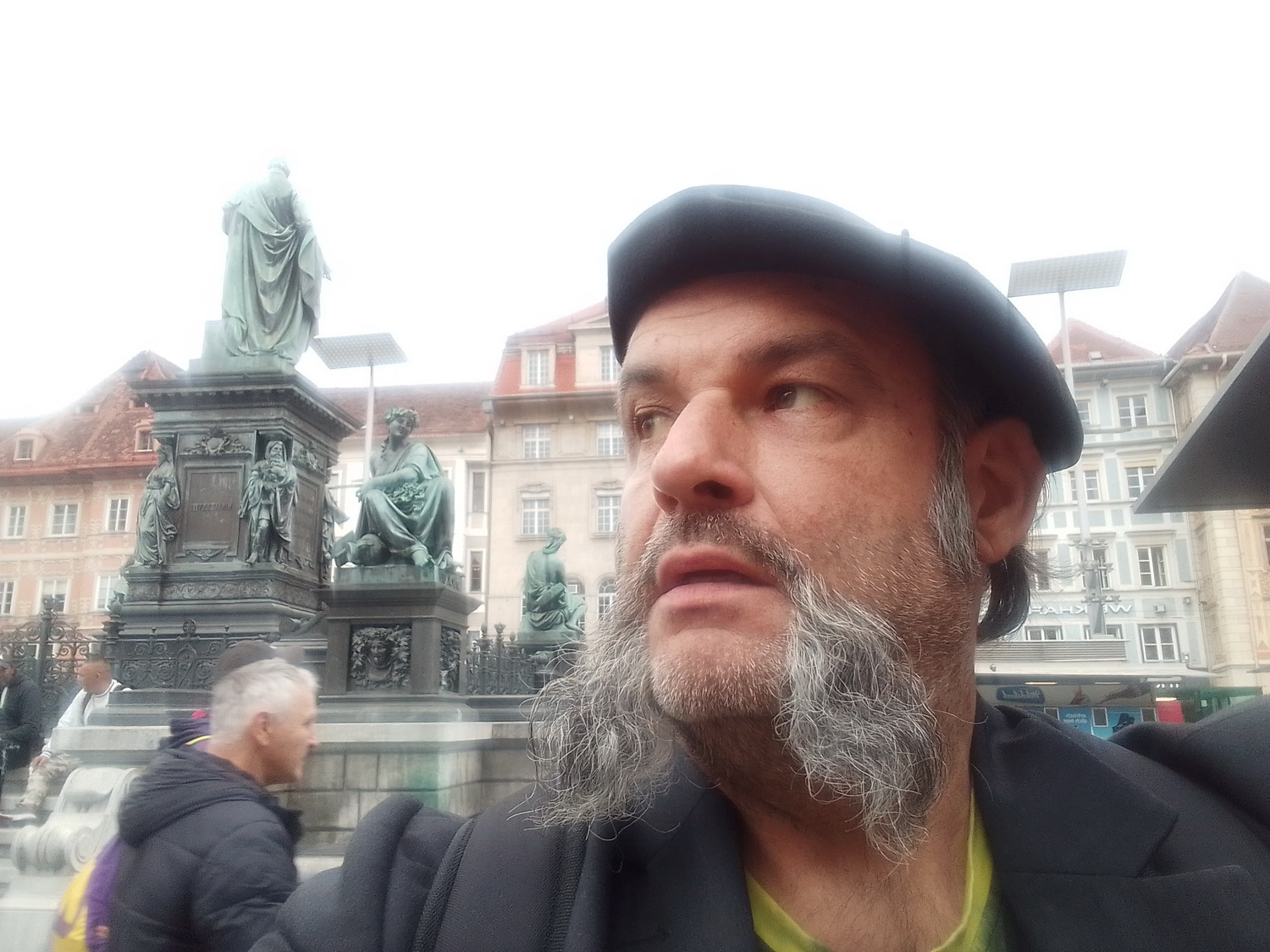
Elmar Oberegger, 2023 in Graz

Elmar Oberegger (* 10. Mai 1972 in Wels; † 6. Mai 2025) war ein österreichischer Eisenbahnhistoriker.

## Leben
Elmar Oberegger studierte Geschichte, Soziologie und Politikwissenschaft an der Paris-Lodron-Universität Salzburg. Für die „Transportgeschichte“ wurde er durch die Lehrveranstaltungen von Georg Erich Schmid und dessen Assistenten Peter Staudacher interessiert. Eine größere Kooperation ergab sich aber nicht, da beide die Universität verließen. 1999 wurde Oberegger auf Grundlage der von Reinhold Wagnleitner betreuten Dissertation Mit dem Mut der Verzweiflung. Eine Sozialgeschichte der ersten Generation der RAF (Baader-Meinhof-Gruppe) zum Dr. phil. promoviert.
In der Folge entstand ein Naheverhältnis zum Wiener Professor Roland Girtler, welchen Oberegger in seiner Monografie „10 Gebote der Feldforschung“ als „rebellischen Gelehrten“ (S. 55) beschreibt. 2005 würdigte Girtler im Artikel „Der Zauber der Eisenbahn“ die Bedeutung der Eisenbahngeschichte. Gemeinsam mit ihm betrieb Oberegger das „Internet-Pyhrnbahn-Museum“. 2006 hielten beide an der Universität Wien das Seminar „Soziologie des Transports“. Bei Girtler fungierte er bis 2008 als wissenschaftlicher Mitarbeiter.
Die eisenbahngeschichtlichen Darstellungen und Analysen Obereggers sind vor allem sozialhistorisch aufgebaut. Die Eisenbahnarchäologie und das „Ero-epische Gespräch“ (Girtler) sah er als wichtige Nachbardisziplinen an. Technikgeschichte und insbesondere Lokomotivgeschichte stellen für ihn allerdings nur Randthemen dar.
2004 übernahm er die Leitung des 2001 gegründeten Info-Büros für österreichische Eisenbahngeschichte. Er wirkte maßgeblich an der oberösterreichischen Landesausstellung „Kohle & Dampf“ (2006) in Ampflwang mit. 2010 realisierte er mit Unterstützung von Sepp Forcher und Michael Populorum das „Salzburger Eisenbahnmuseum“. Einige Jahre arbeitete Oberegger an einer „Internet-Enzyklopädie zur Eisenbahngeschichte des Alpen-Donau-Adria-Raumes“ und an einer „Eisenbahngeschichte der österreichischen Länder“.

## Auszeichnung
Am 25. November 2010 wurde Oberegger vom oberösterreichischen Landeshauptmann Josef Pühringer für sein eisenbahngeschichtliches Werk mit dem Titel „Wissenschaftlicher Konsulent“ ausgezeichnet.

## Publikationen
- Zur Geschichte der ersten Lokalbahn Österreichs. Die „Kremstalbahn“ von 1880 bis 1906. In: Oberösterreichische Heimatblätter. Bd. 52 (1998), S. 316 ff, ooegeschichte.at [PDF]
- Die Eisenbahnlinie(n). In: Heimatbuch Sattledt. Hrsg. v. Walter Brummer. Leoben 2000, S. 216 ff.
- Eisenbahntransit in Oberösterreich. In: Kohle & Dampf. Katalog der oö. Landesausstellung 06. Red. Julius Stieber. Linz 2006, S. 202 ff.
- Der eiserne Weg nach Böhmen. Von der Pferde-Eisenbahn zur Summerauer-Bahn. In: Kohle & Dampf. Katalog der oö. Landesausstellung 06. Red. Julius Stieber. Linz 2006, S. 247 ff.
- Das Banat – Keimzelle des heutigen rumänischen Netzes. Beitrag zum Jubiläum „160 Jahre Eisenbahn in Rumänien“ (Sattledt 2007).
- Zur Eisenbahngeschichte des Fürstentums Liechtenstein (gem. m. Leopold K. Pernegger u. Markus Rabanser) (Sattledt 2007).
- Zur Geschichte der „Kronprinz Rudolf-Bahn“. Schärding/St. Valentin/Amstetten–Villach–Ljubljana (Sattledt 2007).
- Wien–Graz–Triest. Zur Geschichte der „Erzherzog Johann-Bahn“ (Sattledt 2007).
- Eisenbahngeschichte Dalmatiens. Ein Grundriß (Sattledt 2007).
- Zur Geschichte der „Kaiserin Elisabeth-Bahn“. Budweis/Passau/Simbach am Inn/Wörgl–Amstetten–St. Pölten–Wien Westbahnhof (Sattledt 2007).
- Die österreichische Straßenbahn am Meer. Kurze Geschichte der Tram von Opatija-Matulij nach Lovran (1908–1933) (Sattledt 2007).
- Eisenbahnstadt Gmunden. Geschichte – Bahnhöfe – Linien (Sattledt 2007).
- Eisenbahngeschichte des österreichischen Küstenlandes. Ein Grundriß (Sattledt 2007).
- Zur Eisenbahngeschichte des Alpen-Donau-Adria-Raumes. 3 Bände (Sattledt 2007).
- „Die ‚Südbahn-Gesellschaft‘ und ihr Netz. 1858-1982“, Sattledt 2007.
- „Die österreichischen Eisenbahnen. Von den Anfängen bis zur Gegenwart“, Sattledt 2007.
- „Die österreichischen Pferde-Eisenbahnen“, Sattledt 2007.
- „Eisenbahnproblem Wels-Steyr. Ein Memorandum“, Sattledt 2007.
- „Die Hintergebirgs-Bahn. Reichraming-Mairalm-Wällerhütte-Weisswasser-Hanslgraben. 1919-1971“, Sattledt 2007.
- „Kurze Geschichte der ‚Wels-Rohrer-Bahn‘“, Sattledt 2007.
- „Kurze Geschichte der Budweiser-Bahn. C.Budejovice – Gaisbach-Wartberg – Linz/St.Valentin“, Sattledt 2007.
- „Die Steyrtalbahn. Garsten-Steyr Lokalbahnhof-Pergern-Bad Hall/Klaus“, Sattledt 2007.
- „Zur Geschichte der ‚Kaiserin Elisabeth-Bahn‘. Budweis/Passau/Simbach am Inn/Wörgl-Amstetten-St.Pölten-Wien Westbahnhof“, Sattledt 2007.
- „Zur Geschichte der ‚Kronprinz Rudolf-Bahn‘. Schärding/St.Valentin/Amstetten-Villach-Ljubljana“, Sattledt 2007.
- Die Erste (österreichische) Eisenbahngesellschaft und ihr Netz. 1824–1903 (Sattledt 2008).
- Stajerske Proge. Kurze Eisenbahngeschichte der Untersteiermark. (Sattledt 2008).
- „Die Entwicklungsphasen des österreichischen Eisenbahnnetzes. 1808-1918“, Sattledt 2008.
- „Kurze Geschichte der Almtalbahn. Von den Anfängen bis zur Gegenwart“, Sattledt 2008.
- „Zur Vorgeschichte der ‚Westbahn‘ von Wien nach Salzburg. 1815-1856“, Sattledt 2008.
- „Die Lokalbahn von Canfanaro(Kanfanar) nach Rovigno(Rovinj). Geschichte und Überreste“, Sattledt 2008.
- „Grundlinien der Eisenbahngeschichte Oberösterreichs. 1827-2008“, Sattledt 2008.
- „Stajerske Proge. Kurze Eisenbahngeschichte der Untersteiermark“, Sattledt 2008.
- „Die traurige Eisenbahngeschichte von Bad Hall. 1887-2007“, Sattledt 2008.
- „Wüllerstorf-Urbair und die Eisenbahn. Sein Memorandum aus dem Jahre 1866“, Sattledt 2008.
- Zur Eisenbahngeschichte des Salzburger Landes. Beitrag zum anstehenden Jubiläum 150 „Jahre Eisenbahn in Salzburg“ (2010) (Sattledt 2009).
- „Der ‚Große Aufbruch in die Ägäis‘. Das gescheiterte Eisenbahnprojekt Wien-Sarajevo-Saloniki“, Sattledt 2009.
- „Die ‚Weingartshofkapelle‘ an der Pyhrnbahn. Symbol bäuerlichen Widerstandes gegen das österreichische ‚Eisenbahn-Enteignungsgesetz‘ vom 18. Februar 1878“, Sattledt 2009.
- „100 Jahre Transalpina. Pyhrnbahn, Karawankenbahn, Karstbahn(1906/2006) und Tauernbahn(1909/2009)“, Sattledt 2009.
- „Professor Franz Anton v. Gerstner(1796-1840). Seine Bedeutung im Kontext der (österreichischen) Eisenbahngeschichte“, Sattledt 2009.
- „Das ‚Y-Konzept‘. Wüllerstorf-Urbair und die Eisenbahngeschichte Istriens“, Sattledt 2009.
- „Der EX/EC 100/101 Józe Plecnik(Praha-Ljubljana-Praha) auf der Pyhrnbahn(2005-2008). Ein persönlicher Nachruf“, Sattledt 2009.
- „Das Fach ‚Eisenbahngeschichte‘. Spezifik und Methoden im Grundriss“, Sattledt 2009.
- „Ing.Luigi Negrelli(1799-1858). Seine Bedeutung im Kontext der österreichischen Eisenbahngeschichte. Eine Standortbestimmung“, Sattledt 2009.
- „Thema ‚Eisenbahngeschichte Österreichs‘. Literaturbericht und Zukunftsperspektive“, Sattledt 2009.
- „Zur Geschichte der Elektrifizierung des österr. Eisenbahnnetzes. Ein Überblick“, Sattledt 2009.
- „Zur Eisenbahngeschichte der Bukowina. Eine Skizze“, Sattledt 2009.
- „Die ‚Salzkammergut-Strecke‘ von Schärding nach Selzthal. Das letzte große Werk der Kronprinz Rudolf-Bahn“, Sattledt 2010.
- „130 Jahre Eisenbahn in Kremsmünster. Kleiner Beitrag zum anstehenden Jubiläum 1881/2011“, Sattledt 2010.
- „Allgemeine analytische Betrachtung der Eisenbahnnetze der österr. Länder um 1914“, Sattledt 2010.
- „A brief history of the ‚Budweiser Pferdeeisenbahn‘(= horse-drawn railway Budweis-Linz-Gmunden)“, Sattledt 2010.
- „Kurze Eisenbahngeschichte Galiziens. Von den Anfängen bis 1914“, Sattledt 2010.
- „Eisenbahngeschichte Krains in Grundzügen. Von den Anfängen bis zur Gegenwart“, Sattledt 2010.
- „Eisenbahnproblem ‚Wels-Kirchdorf an der Krems(-Selzthal)‘. Von der Frühzeit bis in die heutigen Tage“, Sattledt 2010.
- „Zum Problem ‚Erste Eisenbahn Deutschlands‘ und andere Aufsätze“, Sattledt 2010.
- „Professor Franz Anton v. Gerstner (1796-1840), der Vater des russischen Eisenbahnwesens. Die ‚St.Petersburg-Pawlowsker-Bahn‘(1837)“, Sattledt 2010.
- „Zum Problem ‚Erste Lokalbahn Böhmens‘“, Sattledt 2010.
- „Die ‚Kobernaußerwald-Bahn‘. Über die nie realisierte Eisenbahnverbindung Salzburg-Kobernaußerwald-Ried/I.-Passau“, Sattledt 2011.
- „Zur Geschichte der Pferdeeisenbahn Budweis-Linz-Gmunden im Revolutionsjahr 1848. Der Guerilla-Anschlag von Stadl-Paura am 16. April(Puchinger Mathias und Konsorten)“, Sattledt 2011.
- „Zur Vorgeschichte der ‚Salzburg-Tiroler-Bahn‘ von Salzburg nach Wörgl. 1836-1872“, Sattledt 2011.
- „Zur traurigen Geschichte des ‚NAT‘91‘. Von den Anfängen bis zum Zusammenbruch“, Sattledt 2011.
- „Zu Struktur und Geschichte der ‚Passauer-Bahn‘. Wels Hbf. – Neumarkt-Kallham – Passau Hbf.“, Sattledt 2011.
- „Abenteuer Koralmbahn. Zu bisheriger Geschichte und Strukturen eines österreichischen Eisenbahnprojektes“, Sattledt 2011.
- „Von der ‚Spitzohr-Lokomotive‘ zum ‚Dampfross‘ und die Anfänge der ‚Elektrifizierung‘. Zur Frage der Eisenbahntraktion im alten Österreich“, Sattledt 2011.
- Zur Eisenbahngeschichte des Alten Österreich, 2 Bände (Sattledt 2012).
- „Kurze Eisenbahngeschichte Belgiens. Von den Anfängen bis zur Gegenwart“, Sattledt 2012.
- „Zur Eisenbahngeschichte des alten Österreich“(2 Bde.), Sattledt 2012.
- „Grundzüge der Eisenbahngeschichte Mexikos. Von 1837 bis heute“, Sattledt 2012.
- „Zur Eisenbahngeschichte der USA. Von den Anfängen bis zur Gegenwart“, Sattledt 2012.
- „Über die Anfänge des Eisenbahnwesens in China. Von 1863 bis zum Vorabend des Ersten Weltkrieges“, Sattledt 2012.
- „Zwotausendundzwölf. Beiträge zu einem österr. Eisenbahnjubiläum“, Sattledt 2013.
- „Kleine Geschichte der Wiener Bahnhöfe“, Sattledt 2016.